# 梅圖耶河畔特普利采

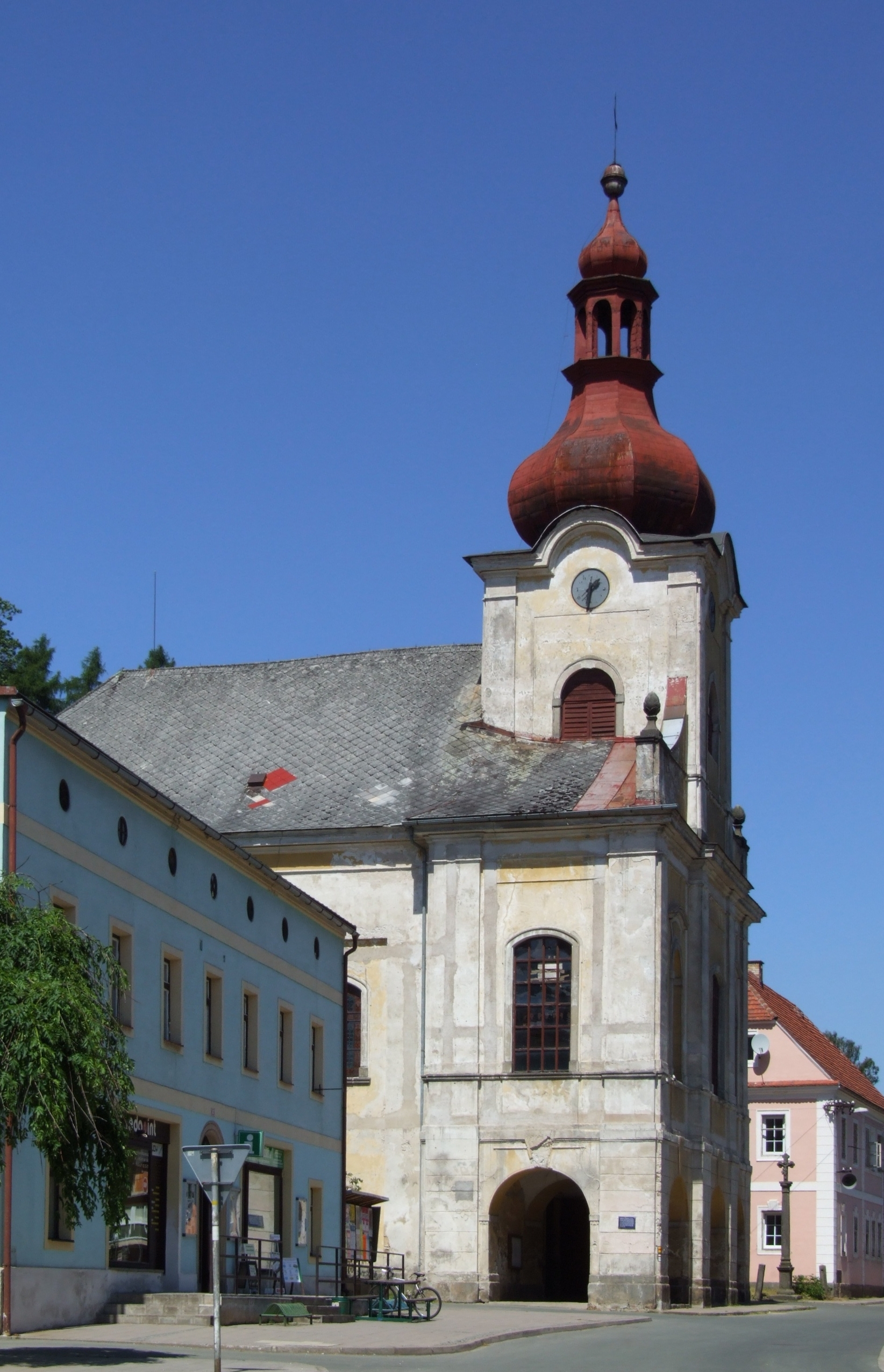

梅圖耶河畔特普利采是捷克的城鎮，位於該國北部，距離梅圖耶河畔波利采7公里，由赫拉德茨-克拉洛韋州負責管轄，面積56.04平方公里，海拔高度463米，2006年人口1,799。

## 外部連結
- Municipal website （页面存档备份，存于） (in Czech)